# Monte Corcovado
Il Corcovado e uno stratovulcano attualmente quiescente, alto 2300 m s.l.m. della catena andina situato nel sud del Cile.
Domina il paesaggio del golfo che porta il suo nome, nella regione di Los Lagos, provincia di Palena a una ventina di chilometri verso sud della capitale cella provincia Chaitén. La montagna e la regione circostante formano il Parco nazionale del Corcovado di 209.623 ettari. L'ultima attività eruttiva certa si è avuta circa 7.000 anni BP.